# دينا غزال
دينا غزال (1958-) فنانة تشكيلية فلسطينية، من مواليد مدينة نابلس، درست الفنون في العراق، تخرجت من أكاديمية الفنون الجميلة في بغداد عام 1981، تخصصت في السيراميك والخزف، عملت في حقل التدريس في جامعة بيرزيت، وكلية مجتمع المرأة برام الله-الطيرة، وشغلت في الكلية منصب رئيسة أقسام الفنون التطبيقية عام 1982، حصلت على جائزة الإبداع في النحت، وزارة الثقافة الفلسطينية، عام 1999. صدرت لها بطاقة بريدية تحمل صورة عمل فني مصنوع من الخشب، عن رابطة الفنانين التشكيليين الفلسطينيين باللغتين العربية والإنجليزية، بدعم من برنامج الثقافة والعلوم – مؤسسة عبد المحسن القطان.

## أسلوبها الفني
تأثرت بالأوضاع الإجتماعية والسياسية والإقتصادية في فلسطين، فاستخدمت رموز ودلالات تعبر عن تاريخ المكان وثقافته، عبر عناصر الطيور، التي تحمل دلالات عن الحرية والإنطلاق واستخمدت المرأة في أعمالها الخزفية التي وظفتها في تطويع مادة الطين وتطويرها من خلال الأكاسيد والألوان الزجاجية ولون الفخار الطبيعي بكل درجاته.

## معارضها
لها مجموعة من المعارض الفردية منها:
- خليل السكاكيني، رام الله 2004.
- المطل الثقافي، رام الله 1999.
- قاعة محمد صيام، وزارة لثقافة، رام الله 1996.
- معرض الخزف، بغداد، قاعة الكلية 1981.

كما شاركت في عدد من المعارض الجماعية منها:
- القدس عاصمة الثقافة والفنون، مركز خليل السكاكيني، رام الله 2015.
- معارض جماعية، في غاليري زاوية، رام الله 2009.
- معرض فن الزخرفة الإسلامية، سوريا 1991.